# Un soir
Un soir est un film muet français réalisé par Robert Boudrioz, sorti en 1919.

## Fiche technique
- Titre : Un soir
- Réalisation : Robert Boudrioz
- Scénario : Robert Boudrioz
- Producteur : Serge Sandberg
- Société de production :
- Société de distribution :
- Pays d'origine :  France
- Langue : film muet avec les intertitres  en français
- Format : Noir et blanc — 35 mm — 1,33:1 — Muet
- Métrage :
- Genre :
- Durée :
- Dates de sortie :
  -  France : 1919

## Distribution
- Gilbert Dalleu